# Li Jinzhe
Li Jinzhe, född 1 september 1989, är en friidrottare från Kina. Han deltog vid olympiska sommarspelen 2012.